# Morski odpadki
Morski odpadki, znani tudi kot morske naplavine, so odpadki, ki jih je ustvaril človek in jih namerno ali nenamerno odvrgel v jezera, morja, oceane ali morske poti. Plavajoče oceanske naplavine se kopičijo v središču in na obalah . Namerno odlaganje odpadkov v morje, se imenuje »ocean dumping«. Naravni odpadki, kot naplavljen les, so prav tako lahko prisotni. Z večjo uporabo plastike v vsakdanjem življenju, je človekov vpliv postal večji, ker veliko vrst plastike ni biorazgradljive. Vodne plastike predstavljajo resno grožnjo za ribe, morske ptice, morske plazilce in morske sesalce, kakor tudi za čolne in obalo.